# Ometînți, Nemîriv
Ometînți (în ucraineană Ометинці) este o comună în raionul Nemîriv, regiunea Vinnița, Ucraina, formată numai din satul de reședință.

## Demografie
Componența lingvistică a satului Ometînți
     Ucraineană (99,25%)
     Alte limbi (0,63%)
Conform recensământului din 2001, majoritatea populației satului Ometînți era vorbitoare de ucraineană (99,25%), existând în minoritate și vorbitori de alte limbi.